# Lagavulin
Lagavulin Distillery – destylarnia single malt whisky, znajdująca się w Port Ellen, na wyspie Islay w Szkocji.
Nazwa Lagavulin jest anglicyzacją gaelickiego lag a'mhuilin, co znaczy młyn w dolinie

## Własność
Lagavulin produkowane jest przez White Horse Distillers, którego właścicielem jest United Distillers & Vintners, które z kolei wchodzi w skład koncernu Diageo. Marka jest częścią zestawu Classic Malts of Scotland.

## Historia
Oficjalne początki destylarni datowane są na 1816, kiedy to John Jonston oraz Archibald Campbell zbudowali w jednym miejscu dwie gorzelnie. Jedną z nich jest Lagavulin, losy drugiej nie są do końca znane. Zapiski świadczą o nielegalnej produkcji whisky na wyspie już w 1742.

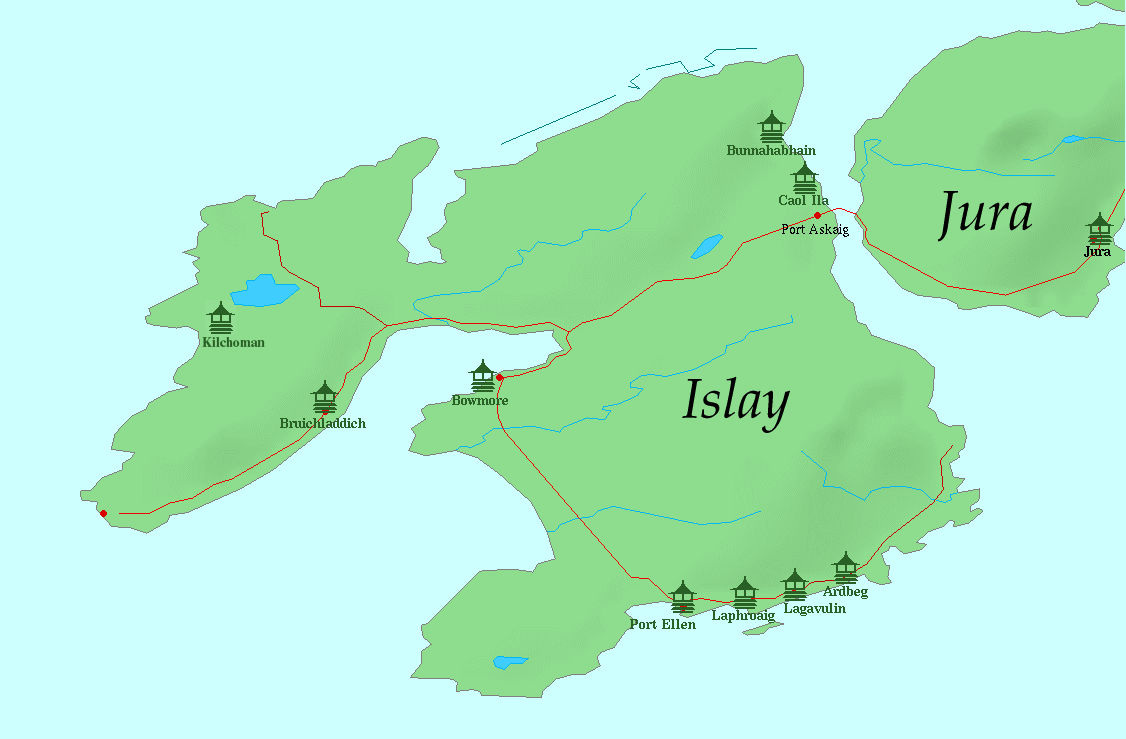
Mapa wyspy Islay z zaznaczonymi wszystkimi destylarniami

## Charakter
Lagavulin ma mocny torfowo-dymny aromat. Jest to whisky o pełnym smaku, dobrze zbalansowana, pozostawiająca delikatną słodycz na podniebieniu.

## Gatunki

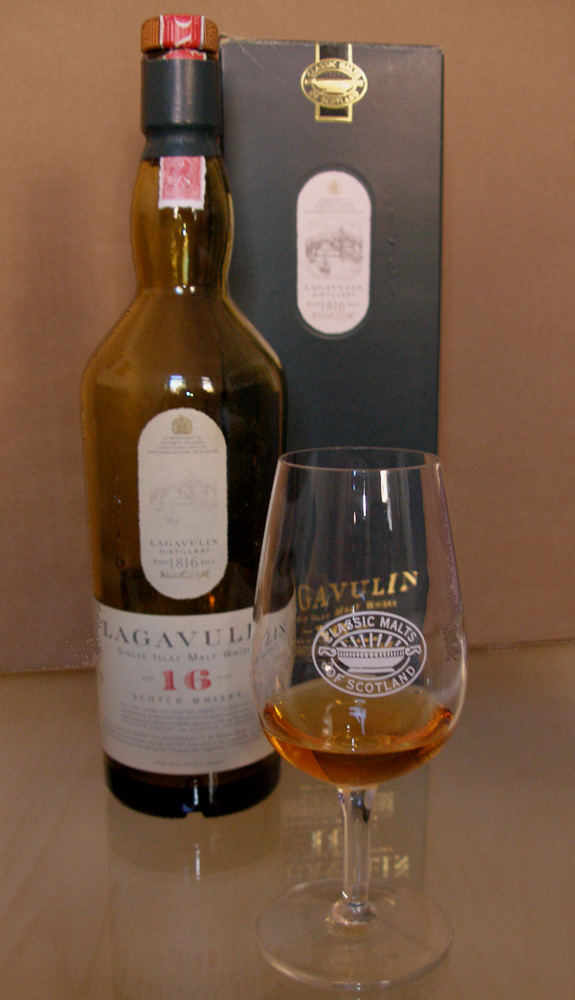
16-letnia Lagavulin

Standardowa Lagavulin single malt jest 16 letnia (43%), jakkolwiek regularnie wypuszczane są wersje 12 letnie wydawane pod egidą Classic Malts of Scotland, leżakujące w beczkach po Pedro Ximénez. Dostępne są również wersje 25 i 30 letnie. Najnowsza 21-year-old wersja dojrzewająca w beczkach po sherry została entuzjastycznie przyjęta przez znawców.